# Ampulex bispinosa
Ampulex bispinosa är en  stekelart som först beskrevs av Gottfried Christian Reich 1793.  Ampulex bispinosa ingår i släktet Ampulex och familjen Ampulicidae. Inga underarter finns listade i Catalogue of Life.